# Kritchana Yod-Ard
Kritchana Yod-Ard (tiếng Thái: กฤษชนะ ยอดอาจ, sinh ngày 7 tháng 6 năm 1988) là một cầu thủ bóng đá từ Thái Lan.

## Danh hiệu

### Câu lạc bộ
Police United
- Thai Division 1 League Vô địch (1): 2009